# Kevin Spacey
Kevin Spacey Fowler (South Orange, 26 luglio 1959) è un attore e produttore cinematografico statunitense con cittadinanza britannica.
Nel corso della sua carriera ha vinto per due volte il Premio Oscar, nel 1996 come miglior attore non protagonista per I soliti sospetti e nel 2000 come miglior attore protagonista per American Beauty, performance che gli ha fruttato anche il Premio BAFTA e lo Screen Actors Guild. Dal 2013 al 2017 ha interpretato il ruolo di Frank Underwood, il protagonista dell'acclamata serie televisiva House of Cards - Gli intrighi del potere, grazie al quale ha vinto un Golden Globe, due Screen Actors Guild Award e ha ottenuto cinque candidature consecutive al Premio Emmy. Apprezzato interprete teatrale, Spacey ha ricoperto alcuni dei più importanti ruoli del repertorio classico e moderno sulle scene di Broadway e del West End, vincendo anche un Tony Award e un Laurence Olivier Award per le sue interpretazioni a teatro.

## Biografia
Nato nel New Jersey, si trasferisce all'età di 4 anni a Los Angeles insieme con la famiglia (madre segretaria, padre tecnico della Lockheed Corporation, una sorella e un fratello più grandi di lui). Visto il carattere turbolento del ragazzo, i genitori decidono d'iscriverlo alla Northridge Military Academy, da dove viene rapidamente espulso per aver picchiato - pare per legittima difesa - un altro studente dell'accademia. Kevin si iscrive quindi alla Chatsworth High School, dove conosce due futuri colleghi, Val Kilmer e Mare Winningham, recitando per il saggio scolastico nel musical The Sound of Music.
Tra la passione per la boxe e quella per la recitazione, Kevin sceglie quest'ultima, anche su consiglio dell'amico Val Kilmer, che gli suggerisce di trasferirsi a New York per seguire lezioni alla famosa Juilliard School. Comincia a farsi chiamare Kevin Spacey (il nome completo è Kevin Spacey Fowler). Dopo due anni lascia anche la Juillard e tenta la fortuna a Broadway. La sua prima esperienza importante arriva con il ruolo di un messaggero nell'Enrico VI di Joseph Papp. In seguito sarà il regista Mike Nichols a dargli una parte in Bugie, baci, bambole & bastardi e a portarlo sul grande schermo, sebbene con piccoli ruoli, in Heartburn - Affari di cuore e Una donna in carriera.
Da allora alternerà il teatro al cinema, riportando successi nell'uno e nell'altro: nel 1991 vince un Tony Award come "miglior attore non protagonista" per la sua interpretazione dello "zio Louie" nella commedia Lost in Yonkers di Neil Simon, mentre la consacrazione sul grande schermo arriva nel 1996 con la vittoria dell'Oscar al miglior attore non protagonista per il memorabile ruolo di Roger "Verbal" Kint nel thriller I soliti sospetti di Bryan Singer. Kevin Spacey non si accontenta di recitare, ma si dà anche alla regia con Insoliti criminali, film che passa però quasi inosservato. Ha anche fondato nel 1997 una sua casa di produzione, la Trigger Street Production, creata per lanciare giovani talenti nel mondo cinematografico.
Nel 1999 interpreta il protagonista in The Big Kahuna, trasposizione per il cinema dell'omonima commedia, al quale segue, nel 2000, l'Oscar al miglior attore per American Beauty. Durante la cerimonia di consegna, viene applaudito per aver dedicato il premio a Jack Lemmon: Spacey lo ringrazia per il suo ruolo di amico, mentore e per essere stato la sua ispirazione primaria per la sua celebre interpretazione dell'impiegato C.C. Baxter nel film L'appartamento. Nel 2006 recita in Superman Returns (seconda collaborazione con Bryan Singer), interpretando la parte del grande nemico di Superman, Lex Luthor.
Dal 2013 al 2017 è produttore e protagonista della serie televisiva House of Cards - Gli intrighi del potere, dove lavora nuovamente al fianco di David Fincher, produttore dello show e regista dei primi due episodi. La serie, composta da tredici episodi stagionali è il remake di una miniserie inglese del 1990 ed è la prima produzione originale di Netflix, colosso della distribuzione in streaming e on demand; la messa in onda parte nel febbraio 2013 ed è da subito un grande successo di critica e pubblico. Spacey vi interpreta il ruolo di Frank Underwood, un politico cinico e assetato di potere che mette in atto con ogni mezzo necessario una scalata al potere nelle gerarchie più alte del Governo degli Stati Uniti. Nel 2014 presta viso e voce al videogioco Call of Duty: Advanced Warfare attraverso il motion capture, interpretando Jonathan Irons, capo della corporazione militare privata Atlas.
Il 12 giugno 2015 la regina Elisabetta II gli conferisce il titolo di cavaliere. Alla notizia, Spacey dichiara in un'intervista di sentirsi come «un figlio adottato» dalla Gran Bretagna. Nel 2016 viene scritturato per interpretare Jean Paul Getty nel film Tutti i soldi del mondo, diretto da Ridley Scott, le cui riprese si svolgono nel luglio 2017 tra Roma e Londra. In seguito alle accuse di molestie mosse nei suoi confronti nell'ottobre 2017, diversi progetti che coinvolgono Spacey sono interrotti: la produzione di House of Cards inizialmente sospende le riprese della sesta stagione della serie, e in seguito licenzia l'attore dal cast. Inoltre Netflix blocca l'uscita del film Gore con Spacey protagonista, mentre il 9 novembre Ridley Scott e la Sony decidono di eliminare le scene in cui compare in Tutti i soldi del mondo e di rigirarle sostituendolo con Christopher Plummer.
Il 24 dicembre 2018, dopo oltre un anno di assenza dai riflettori e dai mass media, Spacey pubblica tramite i suoi canali social un breve video dal titolo Let me be Frank, in cui, impersonando il suo celebre personaggio di Frank Underwood, si difende dalle accuse di molestie, chiedendo agli spettatori di "non correre alle conclusioni senza prove o formulare un giudizio senza fatti" e avvertendo che non intende pagare per le cose che non ha fatto. Il 24 dicembre 2019, a un anno esatto dalla pubblicazione del suo ultimo video, ne pubblica un altro in cui dichiara di aver passato "un anno abbastanza buono" (probabile riferimento all'archiviazione - avvenuta il 17 luglio - dell'unico caso penale in cui era coinvolto) e auspica un nuovo anno "con più bontà nel mondo", oltre a invitare le persone a "uccidere con la gentilezza" qualunque persona faccia loro un torto.
Nel 2021 entra nel cast de L'uomo che disegnò Dio, dramma diretto e interpretato da Franco Nero. Nel 2024 è protagonista nel ruolo del diavolo in The Contract, lungometraggio che vede il debutto come sceneggiatrice di Éva Henger.

## Vita privata
Sostenitore e finanziatore del Partito Democratico americano, nonché amico dell'ex presidente Bill Clinton, Spacey possiede anche la cittadinanza britannica ottenuta anche grazie all'impegno profuso nel recupero dello storico teatro londinese Old Vic, di cui è stato direttore artistico dal 2003 al 2015.

### Accuse di molestie sessuali
Il 29 ottobre 2017, nell'ambito del caso Harvey Weinstein, Spacey viene accusato di molestie sessuali da parte dell'attore Anthony Rapp per un fatto risalente al 1986, quando Spacey aveva 26 anni e Rapp solo 14: poco dopo l'esplosione del caso, Spacey fa coming out dichiarando la propria omosessualità e chiedendo scusa a Rapp, affermando inoltre di non ricordarsi dell'accaduto poiché era ubriaco. In seguito vengono mosse anche altre accuse della stessa natura nei confronti dell'attore: otto membri della troupe di House of Cards, nonché il figlio dell'attore Richard Dreyfuss e quello della giornalista Heather Unruh dichiarano di essere stati molestati da Spacey, mentre altri casi risalirebbero al periodo in cui quest'ultimo era direttore artistico dell'Old Vic.
L'attore decide quindi di interrompere subito le sue attività per farsi curare dalla dipendenza da sesso, ma nuove accuse contro di lui giungono da Ari Behn, ex genero del re Harald V di Norvegia, e da un massaggiatore che alla Corte superiore di Los Angeles racconta che Spacey avrebbe abusato di lui nel 2016 a Malibù.
Il 17 luglio 2019 cadono le accuse presentate dal figlio di Heather Unruh e il caso viene archiviato: il 2 agosto 2019 Spacey fa il suo ritorno in pubblico dopo mesi di silenzio mediatico recandosi al Museo nazionale romano di palazzo Massimo di Roma, dove recita la poesia Il pugile a riposo del poeta Gabriele Tinti. Il 1º gennaio 2020 anche la seconda accusa di molestie viene archiviata dal Tribunale distrettuale di Los Angeles, mentre il 21 novembre 2021 viene reso noto che, a seguito del suo allontanamento dalla produzione di House of Cards, Spacey è stato condannato a pagare un risarcimento di 30 milioni di dollari alla MRC, lo studio dietro alla serie.
Il 26 maggio 2022 il Crown Prosecution Service incrimina formalmente Spacey con quattro capi di imputazione per molestie sessuali nei confronti di tre uomini quando questi erano tutti ancora pre-adolescenti, avvenute a Londra e nel Gloucestershire tra il 2005 e il 2013.
Nell'ottobre del 2022 una giuria di New York ha assolto Spacey, perché il fatto non sussiste, nella causa civile da 40 milioni di dollari che gli aveva intentato Anthony Rapp, attore che l'aveva accusato di averlo molestato quando era ancora adolescente.
Il 26 luglio 2023 l'attore è stato giudicato non colpevole di abusi e molestie sessuali contestate a Londra; il verdetto dei dodici giurati popolari radunatisi dinanzi alla Southwark Crown Court è arrivato dopo circa un mese di udienze e tre giorni di camera di consiglio.

## Filmografia

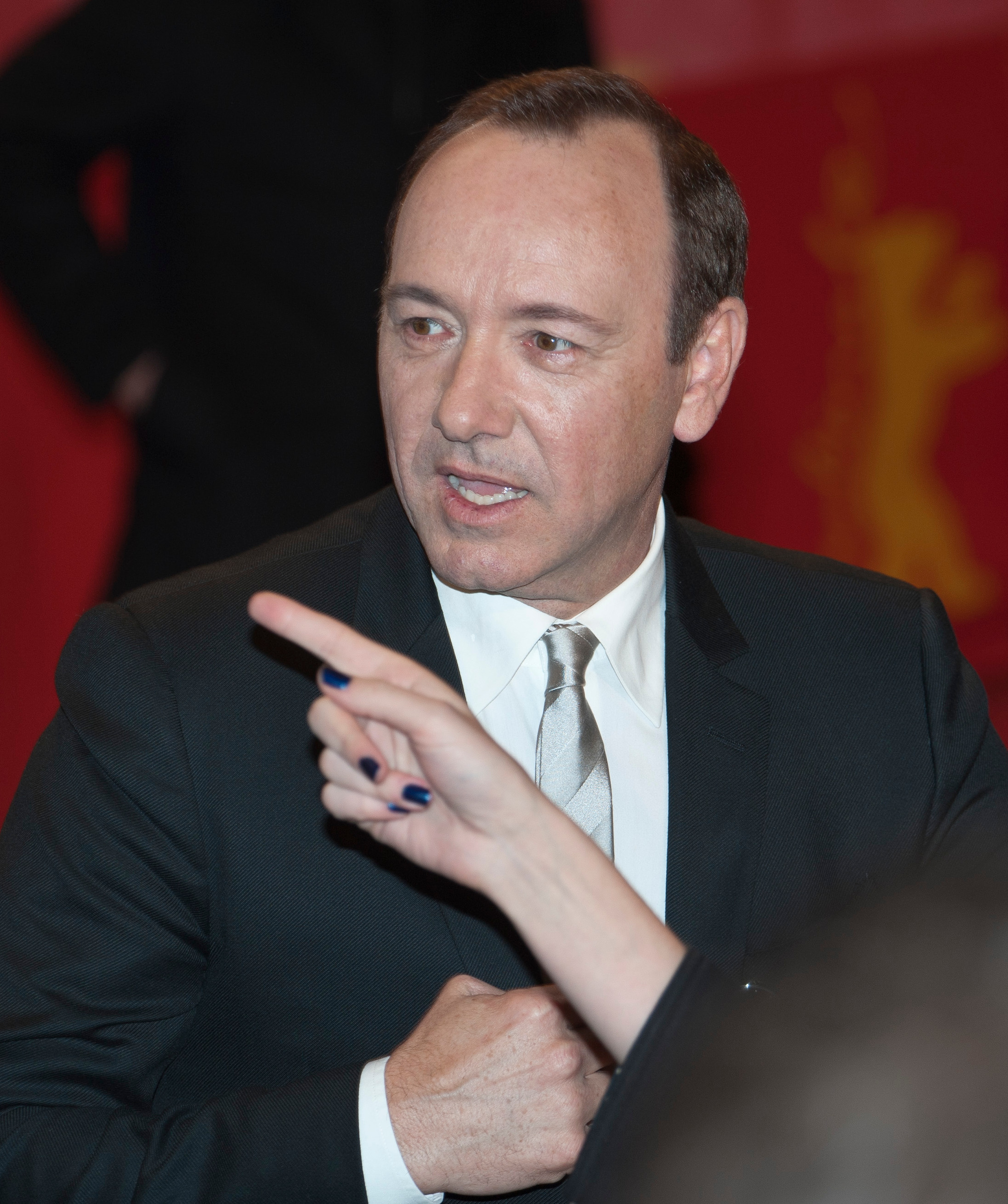
Kevin Spacey al Festival di Berlino 2011

### Attore

#### Cinema
- Heartburn - Affari di cuore (Heartburn), regia di Mike Nichols (1986)
- Il sogno del mare - Rocket Gibraltar (Rocket Gibraltar), regia di Daniel Petrie (1988)
- Una donna in carriera (Working Girl), regia di Mike Nichols (1988)
- Non guardarmi: non ti sento (See No Evil, Hear No Evil), regia di Arthur Hiller (1989)
- Dad - Papà (Dad), regia di Gary David Goldberg (1989)
- Prova di forza (A Show of Force), regia di Bruno Barreto (1990)
- Henry & June, regia di Philip Kaufman (1990)
- Americani (Glengarry Glen Ross), regia di James Foley (1992)
- Giochi d'adulti (Consenting Adults), regia di Alan J. Pakula (1992)
- Iron Will - Volontà di vincere (Iron Will), regia di Charles Haid (1994)
- C'eravamo tanto odiati (The Ref), regia di Ted Demme (1994)
- Il prezzo di Hollywood (Swimming with Sharks), regia di George Huang (1994)
- I soliti sospetti (The Usual Suspects), regia di Bryan Singer (1995)
- Virus letale (Outbreak), regia di Wolfgang Petersen (1995)
- Seven, regia di David Fincher (1995)
- Il momento di uccidere (A Time to Kill), regia di Joel Schumacher (1996)
- Riccardo III - Un uomo, un re (Looking for Richard), regia di Al Pacino (1996)
- L.A. Confidential, regia di Curtis Hanson (1997)
- Mezzanotte nel giardino del bene e del male (Midnight in the Garden of Good and Evil), regia di Clint Eastwood (1997)
- Il negoziatore (The Negotiator), regia di F. Gary Gray (1998)
- Bugie, baci, bambole & bastardi (Hurlyburly), regia di Anthony Drazan (1998)
- American Beauty, regia di Sam Mendes (1999)
- The Big Kahuna, regia di John Swanbeck (1999)
- Un perfetto criminale (Ordinary Decent Criminal), regia di Thaddeus O'Sullivan (2000)
- Un sogno per domani (Pay It Forward), regia di Mimi Leder (2000)
- K-PAX - Da un altro mondo (K-PAX), regia di Iain Softley (2001)
- The Shipping News - Ombre dal profondo (The Shipping News), regia di Lasse Hallström (2001)
- Austin Powers in Goldmember, regia di Jay Roach (2002) - cameo
- Il delitto Fitzgerald (The United State of Leland), regia di Matthew Ryan Hoge (2003)
- The Life of David Gale, regia di Alan Parker (2003)
- Beyond the Sea, regia di Kevin Spacey (2004)
- Edison City (Edison), regia di David J. Burke (2005)
- Superman Returns, regia di Bryan Singer (2006)
- Fred Claus - Un fratello sotto l'albero (Fred Claus), regia di David Dobkin (2007)
- 21, regia di Robert Luketic (2008)
- Telstar: The Joe Meek Story, regia di Nick Moran (2009)
- Shrink, regia di Jonas Pate (2009)
- L'uomo che fissa le capre (The Men Who Stare at Goats), regia di Grant Heslov (2009)
- Professione inventore (Father of Invention), regia di Trent Cooper (2010)
- Il gioco dei soldi (Casino Jack), regia di George Hickenlooper (2010)
- Margin Call, regia di J. C. Chandor (2011)
- Come ammazzare il capo... e vivere felici (Horrible Bosses), regia di Seth Gordon (2011)
- Inseparable, regia di Dayyan Eng (2011)
- Come ammazzare il capo 2 (Horrible Bosses 2), regia di Sean Anders (2014)
- Elvis & Nixon, regia di Liza Johnson (2016)
- Una vita da gatto (Nine Lives), regia di Barry Sonnenfeld (2016)
- Rebel in the Rye, regia di Danny Strong (2017)
- Baby Driver - Il genio della fuga (Baby Driver), regia di Edgar Wright (2017)
- Billionaire Boys Club, regia di James Cox (2018)
- L'uomo che disegnò Dio, regia di Franco Nero (2022)
- Peter Five Eight, regia di Michael Zaiko Hall (2024)
- The Contract, regia di Massimo Paolucci (2024)

#### Televisione
- Un giustiziere a New York - serie TV, 1 episodio (1987)
- Il lungo viaggio verso la notte (Long Day's Journey Into Night), regia di Jonathan Miller - film TV (1987)
- Crime Story - serie TV, 1 episodio (1987)
- L'assassinio di Mary Phagan (The Murder of Mary Phagan) - miniserie TV (1988)
- Oltre la legge - L'informatore - serie TV, 7 episodi (1988)
- Crimini misteriosi - serie TV, 1 episodio (1989)
- Fall From Grace, regia di Karen Arthur - film TV (1990)
- Prima del tramonto (When You Remember Me), regia di Harry Winer - film TV (1990)
- Darrow, regia di John David Coles - film TV (1991)
- L.A. Law - Avvocati a Los Angeles - serie TV, 1 episodio (1992)
- Tribeca - serie TV, 1 episodio (1993)
- The Big Gun - Il supercannone (Doomsday Gun), regia di Robert Young - film TV (1994)
- Freedom: A History of Us - serie TV, 6 episodi - documentario (2003)
- Recount, regia di Jay Roach - film TV (2008)
- House of Cards - Gli intrighi del potere - serie TV, 65 episodi (2013-2017)

#### Cortometraggi
- The Interrogation of Leo and Lisa, regia di Hamish Jenkinson (2006)
- The Organ Grinder's Monkey, regia di Dinos Chapman (2011)
- My Least Favorite Career, regia di Jeffrey Lerner (2011)
- Spirit of a Denture, regia di Alan Shelley (2012)
- Envelope, regia di Aleksey Nuzhny (2012)
- The Ventriloquist, regia di Benjamin Leavitt (2012)

#### Videoclip
- Here I Am di Tom Odell (2016)

### Doppiatore
- It's Tough to Be a Bug, regia di Chris Bailey - cortometraggio (1998)
- A Bug's Life - Megaminimondo (A Bug's Life), regia di John Lasseter e Andrew Stanton (1998)
- The Tower of Babble, regia di Jeff Wadlow (2002) - non accreditato
- Superman Returns - videogioco (2006)
- Machine Child, regia di Jonathan van Tulleken - cortometraggio (2007)
- Moon, regia di Duncan Jones (2009)
- Gorilla School - serie TV (2010)
- Call of Duty: Advanced Warfare - videogioco (2014)
- Control, regia di Gene Fallaize (2023)

### Produttore
- Il prezzo di Hollywood (Swimming with Sharks), regia di George Huang (1994)
- The Big Kahuna, regia di John Swanbeck (1999)
- Crimini sul fiume Hudson (Interstate 84), regia di Ross Partridge (2000)
- Uncle Frank, regia di Matthew Ginsburg (2002) - documentario
- Il delitto Fitzgerald (The United State of Leland), regia di Matthew Ryan Hoge (2003)
- Triggerstreet.com (2004)
- Beyond the Sea, regia di Kevin Spacey (2004)
- La prima volta di Niky (Mini's First Time), regia di Nick Guthe (2006)
- The Sasquatch Gang, regia di Tim Skousen (2006)
- Mr. Gibb, regia di David Ostry (2006)
- Bernard & Doris - Complici amici (Bernard and Doris), regia di Bob Balaban - film TV (2007)
- Fanboys, regia di Kyle Newman (2008)
- 21, regia di Robert Luketic (2008)
- Columbus Day, regia di Charles Burmeister (2008)
- Hackers Wanted, regia di Sam Bozzo (2009) - documentario
- Shrink, regia di Jonas Pate (2009)
- Professione inventore (Father of Invention), regia di Trent Cooper (2010)
- The Social Network, regia di David Fincher (2010)
- Shakespeare High, regia di Alex Rotaru (2011) - documentario
- Inseparable, regia di Dayyan Eng (2011)
- Safe, regia di Boaz Yakin (2012)
- Spirit of a Denture, regia di Alan Shelley (2012) - cortometraggio
- Envelope, regia di Aleksey Nuzhny (2012) - cortometraggio
- The Ventriloquist, regia di Benjamin Leavitt (2012) - cortometraggio
- House of Cards - Gli intrighi del potere - serie TV (2013-2017)
- Captain Phillips - Attacco in mare aperto (Captain Phillips), regia di Paul Greengrass (2013)

### Regista
- Insoliti criminali (Albino Alligator; 1996)
- Beyond the Sea (2004) - anche sceneggiatore

## Teatro
- Enrico IV, parte I, di William Shakespeare, regia di Des McAnuff. Delacorte Theatre di New York (1981)
- Spettri, di Henrik Ibsen, regia di John Neville. Brooks Atkinson Theatre di Broadway (1982)
- Il misantropo, di Molière, regia di Garland Wright. Seattle Repertory Theatre di Seattle (1983)
- Hurlyburly, di David Bare, regia di Mike Nichols. Ethel Barrymore Theatre di Broadway (1984)
- Il gabbiano, di Anton Čechov, regia di Peter Sellars. Kennedy Center di Washington (1985)
- Lungo viaggio verso la notte, di Eugene O'Neill, regia di Jonathan Miller. Broadhurst Theatre di Broadway, Haymarket Theatre di Londra (1986)
- Right Behind the Flag, di Kevin Heelan, regia di R.J. Cutler. Playwrights Horizons dell'Off Broadway (1988)
- Lost in Yonkers, di Neil Simon, regia di Gene Saks. Richard Rodgers Theatre di Broadway (1993)
- Playland, scritto e diretto da Athol Fugard. City Center Encores! di New York (1993)
- The Iceman Cometh, di Eugene O'Neill, regia di Howard Davies. Almeida Theatre di Londra (1997), Brooks Atkinson Theatre di Broadway (1999)
- Riccardo II, di William Shakespeare, regia di Trevor Nunn. Old Vic di Londra (2005)
- National Athems, di Dennis McIntyre, regia di Donald Grindley. Old Vic di Londra (2005)
- Una luna per i bastardi, di Eugene O'Neill, regia di Howard Davies. Old Vic di Londra, Brooks Atkinson Theatre di Broadway (2007)
- Speed-the-Plow, di David Mamet, regia di Matthew Warchus. Old Vic di Londra (2008)
- Inherit the Wind, di Jerome Lawrence e Robert E. Lee, regia di Trevor Nunn. Old Vic di Londra (2009)
- Riccardo III, di William Shakespeare, regia di Sam Mendes. Old Vic di Londra e tour mondiale (2011), Brooklyn Academy of Music di New York (2012)
- Darrow, di David W. Rintels, regia di Thea Sharrock. Old Vic di Londra (2015), Arthur Ashe Stadium di New York (2017)

## Riconoscimenti
(Sam Mendes)
- Premio Oscar
  - 1996 - Miglior attore non protagonista per I soliti sospetti
  - 2000 - Miglior attore protagonista per American Beauty
- Premio Emmy
  - 2008 – Candidatura al miglior attore protagonista in una miniserie o film per Recount
  - 2013 – Candidatura al miglior attore in una serie drammatica per House of Cards - Gli intrighi del potere
  - 2014 – Candidatura al miglior attore in una serie drammatica per House of Cards - Gli intrighi del potere
  - 2015 – Candidatura al miglior attore in una serie drammatica per House of Cards - Gli intrighi del potere
  - 2016 – Candidatura al miglior attore in una serie drammatica per House of Cards - Gli intrighi del potere
  - 2017 – Candidatura al miglior attore in una serie drammatica per House of Cards - Gli intrighi del potere
- Golden Globe
  - 1996 - Candidatura al miglior attore non protagonista per I soliti sospetti
  - 2000 - Candidatura al miglior attore in un film drammatico per American Beauty
  - 2002 - Candidatura al miglior attore in un film drammatico per The Shipping News - Ombre dal profondo
  - 2005 - Candidatura al miglior attore in un film commedia o musicale per Beyond the Sea
  - 2009 - Candidatura al miglior attore in una mini-serie o film per la televisione per Recount
  - 2011 - Candidatura al miglior attore in un film commedia o musicale per Il gioco dei soldi
  - 2014 - Candidatura al miglior attore in una serie drammatica per House of Cards - Gli intrighi del potere
  - 2015 – Miglior attore in una serie drammatica per House of Cards - Gli intrighi del potere
- BAFTA
  - 1998 – Candidatura al miglior attore protagonista per L.A. Confidential
  - 2000 – Miglior attore protagonista per American Beauty
  - 2002 – Candidatura al miglior attore protagonista per The Shipping News - Ombre dal profondo
- Screen Actors Guild Award
  - 1996 – Candidatura al miglior attore non protagonista per I soliti sospetti
  - 1998 – Candidatura al miglior cast cinematografico per L.A. Confidential
  - 2000 - Miglior attore protagonista per American Beauty
  - 2000 – Miglior cast cinematografico per American Beauty
  - 2009 – Candidatura al miglior attore in una miniserie o film televisivo per Recount
  - 2014 - Candidatura al miglior attore in una serie drammatica per House of Cards - Gli intrighi del potere
  - 2015 - Miglior attore in una serie drammatica per House of Cards - Gli intrighi del potere
  - 2015 - Candidatura al miglior cast in una serie drammatica per House of Cards - Gli intrighi del potere
  - 2016 - Miglior attore in una serie drammatica per House of Cards - Gli intrighi del potere
  - 2016 - Candidatura al miglior cast in una serie drammatica per House of Cards - Gli intrighi del potere
  - 2017 – Candidatura al miglior attore in una serie drammatica per House of Cards - Gli intrighi del potere
- Critics Choice Award
  - 1996 – Miglior attore non protagonista per Il prezzo di Hollywood , I soliti sospetti, Seven, Virus letale
  - 2013 – Candidatura al miglior attore in una serie drammatica per House of Cards - Gli intrighi del potere
  - 2016 – Candidatura al miglior attore in una serie drammatica per House of Cards - Gli intrighi del potere
- Tony Award
  - 1991 – Miglior attore protagonista in uno spettacolo per Lost in Yonkers
  - 1999 – Candidatura al miglior attore protagonista in uno spettacolo per Arriva l'uomo del ghiaccio
- Laurence Olivier Award
  - 1999 – Miglior attore per Arriva l'uomo del ghiaccio
- Boston Society of Film Critics Award
  - 1995 – Miglior attore non protagonista per I soliti sospetti
  - 1997 – Miglior attore non protagonista per L.A. Confidential
  - 1999 – Candidatura al miglior attore protagonista per American Beauty
- Chainsaw Award
  - 1996 – Miglior attore non protagonista per Seven
- Chicago Film Critics Association
  - 1996 – Miglior attore non protagonista per I soliti sospetti
  - 1998 – Candidatura al miglior attore non protagonista per L.A. Confidential
  - 2000 – Miglior attore protagonista per American Beauty
- Chlotrudis Award
  - 1996 – Miglior attore non protagonista per I soliti sospetti
  - 1998 – Miglior attore non protagonista per L.A. Confidential
  - 2000 – Miglior attore protagonista per American Beauty
- Dallas-Fort Worth Film Critics Association Award
  - 1996 – Miglior attore non protagonista per I soliti sospetti
  - 2000 – Miglior attore protagonista per American Beauty
- Empire Award
  - 1998 – Miglior attore protagonista per L.A. Confidential
  - 2001 – Candidatura al miglior attore protagonista per American Beauty
- Florida Film Critics Circle Award
  - 2000 – Miglior attore protagonista per American Beauty
- Indipendent Spirit Award
  - 1996 – Candidatura al miglior attore protagonista per Il prezzo di Hollywood
  - 2012 – Robert Altman Award per Margin Call
- Jupiter Award
  - 2001 – Miglior attore internazionale per American Beauty
- Kansas City Film Critics Circle Awards
  - 1999 – Miglior attore protagonista per American Beauty
- Las Vegas Film Critics Society Award
  - 2000 – Miglior attore protagonista per American Beauty
- London Critics Circle Film Award
  - 2000 – Attore dell'anno per American Beauty
- National Board of Review
  - 1995 – Miglior cast per I soliti sospetti
  - 1995 – Miglior attore non protagonista per I soliti sospetti e Seven
- New York Film Critics Circle Award
  - 1995 – Miglior attore non protagonista per Il prezzo di Hollywood, I soliti sospetti, Seven, Virus letale
- Online Film Critics Society Award
  - 2000 – Miglior attore protagonista per American Beauty
- Russian Guild of Film Critics
  - 2000 – Miglior attore straniero per American Beauty
- San Diego Film Critics Society Award
  - 1999 – Miglior attore protagonista per American Beauty
- Satellite Award
  - 2000 – Candidatura al miglior attore in un film drammatico per American Beauty
  - 2008 – Candidatura al miglior attore in una mini-serie o film per la televisione per Recount
  - 2014 – Candidatura al miglior attore in una serie drammatica per House of Cards - Gli intrighi del potere
- Southeastern Film Critics Association Award
  - 2000 – Miglior attore protagonista per American Beauty
- Toronto Film Critics Association Award
  - 1999 – Miglior performance maschile per American Beauty
- Walk of Fame
  - 1999 – Motion Picture, al 6801 di Hollywood Boulevard
- Museo nazionale del cinema di Torino
  - 2023 – Stella della Mole[30]

## Doppiatori italiani
Nelle versioni in italiano delle opere in cui ha recitato, Kevin Spacey è stato doppiato da:
- Roberto Pedicini in Americani, I soliti sospetti, Riccardo III - Un uomo, un re, American Beauty, The Big Kahuna, Un sogno per domani, K-PAX - Da un altro mondo, The Shipping News - Ombre dal profondo, Il delitto Fitzgerald, The Life of David Gale, Edison City, Superman Returns, Fred Claus - Un fratello sotto l'albero, 21, Recount, L'uomo che fissa le capre, Professione inventore, Il gioco dei soldi, Margin Call, Come ammazzare il capo... e vivere felici, House of Cards - Gli intrighi del potere, Come ammazzare il capo 2, Elvis & Nixon, Una vita da gatto, Rebel in the Rye, Baby Driver - Il genio della fuga, Billionaire Boys Club, L'uomo che disegnò Dio, The Contract
- Francesco Pannofino in Seven, Il momento di uccidere, Mezzanotte nel giardino del bene e del male, Il negoziatore, Un perfetto criminale, Austin Powers in Goldmember
- Massimo Corvo in Dad - Papà, L.A. Confidential, Bugie, baci, bambole & bastardi
- Antonio Sanna in C'eravamo tanto odiati, Virus letale
- Massimo Lodolo in Heartburn - Affari di cuore
- Tonino Accolla in Una donna in carriera
- Nino Prester in Non guardarmi: non ti sento
- Renato Cecchetto in Prova di forza
- Massimo Rinaldi in Henry & June
- Carlo Valli in Giochi d'adulti
- Gianni Giuliano in Iron Will - Volontà di vincere
- Raffaele Farina in The Big Gun - Il supercannone
- Giancarlo Giannini ne Il prezzo di Hollywood
- Sergio Lucchetti in Beyond the Sea

Da doppiatore è sostituito da:
- Roberto Pedicini in A Bug's Life - Megaminimondo, Moon, Call of Duty: Advanced Warfare